# Lagoa do Pau (Jaguaraçu)
Lagoa do Pau é um distrito do município brasileiro de Jaguaraçu, no interior do estado de Minas Gerais. Segundo o censo demográfico de 2022, realizado pelo Instituto Brasileiro de Geografia e Estatística (IBGE), sua população era de 1 037 habitantes e havia 359 domicílios particulares permanentes ocupados. Possui área de 33,41 km² conforme a Fundação João Pinheiro (FJP). Foi criado pela lei nº 1.570 de 15 de outubro de 1999.
De acordo com o IBGE, em 2010 a população era de 933 habitantes e havia 327 domicílios particulares.
O distrito está localizado nas margens da BR-381 e é banhado pelo rio Piracicaba. Outro ponto de referência da localidade é a Pedra do Cedro, formação rochosa utilizada recorrentemente para escaladas.